# Генитални херпес
Генитални херпес је полно преносива инфекција коју изазива херпес симплекс вирус (ХСВ) — исти тип вируса који изазива херпес. Ова веома честа инфекција јавља се нпр. код 1 од 8 сексуално активних одраслих Аустралијанаца.
Генитални херпес може изазвати појаву пликова или раница на гениталијама и анусу. Када се нека особа  једном зарази, у наредном периоду живота може имате епизоде симптома гениталног херпеса током целог живота.
Код сумње на  генитални херпес, важно је да се пацијент што пре обратите лекару како би он потврдио дијагнозу и правовремено започео лечење.

## Историја
Модерна ера третмана сексуалног здравља у Великој Британији почела је 1917. године, доношењем Закона о венеричним болестима, пошто су се милиони војника мобилисаних током Првог светског рата вратили и почели да заражавају своје партнере „социјалним болестима“ које су током рата стекли. Ово је била криза јавног здравља која је престрашила тадашњу владу, па је успостављена мрежа јавно финансираних клиника. Закон је именовао сифилис, гонореју и меки шанкр (или шанкроид) као опасне болести за које је бесплатно лечење требало да постане обавезно. Генитални херпес није узет у обзир. Било је познато да је то уобичајено стање које се самоограничава и с правом се сматрало да није ништа озбиљније од херпеса на лицу.
Такође 1975. године, уџбеници за медицинске сестре нису укључивали херпес јер се сматрало да није гори од обичне прехладе.
У међувремену, антибиотици су успели да победе бактеријске инфекције којих смо се раније плашили као што су сифилис и гонореја. Фармацеутска истраживања су прешла на следећи свети грал: антивирусне лекове. Након развоја ацикловира 1970-их, компанија за лекове Burroughs Wellcome, покренула је опсежну маркетиншку кампању која је пропагирала значај херпеса, укључујући и оснивање група за подршку оболелима. Једном када је херпес достигао велики значај, успех ацикловира је био загарантован.

## Епидемиологија
Инциденција гениталног херпеса је порасла за 30% од 1970-их у Сједињеним Америчким Државама (за које постоји ова статистика), па је за очекивати да је у порасту и у другим деловима света.  Приближно 776.000 људи у Сједињеним Америчким Државама сваке године добије нову инфекцију херпесом.
Данас је генитални херпес прилично честа полно преносива болест, која се јавља код:
- 1 од 4 жене и 1 од 5 мушкараца Сједињеним Америчким Државама. Како је око 16% Американаца између 14 и 49 година је заражено гениталним херпесом, то га чини једном од најчешћих полно преносивих болести.[5]
- 1 од 8 сексуално активних одраслих  особа у Аустралији.

Више од 85% оних са ХСВ-2 није свесно своје инфекције.
Тестови на херпес нису рутински укључени у скрининг полно преносивих болести. Извођачи у порнографској индустрији се тестирају на ХИВ, хламидију и гонореју са опционим панелом тестова за хепатитис Б, хепатитис Ц и сифилис, али не и за херпес. Тестирање на херпес је контроверзно јер резултати нису увек тачни или корисни. Већина сексуалних радника  ће добити херпес у неком тренутку своје каријере без обзира да ли користе заштиту или не.

## Етиологија
Генитални херпес се шири контактом са коже на кожу са неким ко има ХСВ вирус, обично током гениталног или оралног секса. Такође се може ширити љубљењем, предигром или непенетрантним сексом.
Постоје два типа ХСВ-а, оба вируса могу утицати на усне, уста, гениталне или аналне области, међутим:
ХСВ 1 обично изазива херпес на уснама или лицу. Често се шири контактом преко коже, иако се може проширити и на  генитално подручје током оралног секса. Рецидиви су много ређи него код инфекције ХСВ-2.
ХСВ 2 узрокује већину гениталног херпеса. Вирус се шири сексуалним контактом и контактом преко коже. ХСВ-2 је чешћи и веома заразан, без обзира да ли пацијент има отворену рану или не.

### Преношење
Генитални херпес се може ширити излучивањем вируса пре и после формирања чирева.  ХСВ вирус се најлакше шири када постоје пликови или ране, али се и даље може пренети чак и ако особа тренутно нема пликове или ране или друге симптоме болести. Ризик од ширења између парова је око 7,5% током године (за незаштићени секс).
Вероватноћа преношења гениталног херпеса са једне особе на другу смањује се употребом мушког кондома за 50%, женског за 50% и уздржавањем од секса током активне заразе.
Што дуже партнер има инфекцију, то је нижа стопа преноса.
Код инфицираних особа може се додатно смањити ризик од преноса задржавањем уносом дневне дозе антивирусних лекова.
Инфекција гениталним херпесом се јавља у отприлике 1 на сваких 1.000 сексуалних односа.
Пошто вирус брзо умире ван тела, скоро је немогуће добити инфекцију контактом са тоалетима, пешкирима или другим предметима које користи заражена особа.

## Клиничка слика
Већина људи заражених гениталним херпесом нема симптоме, али код неких људи они се могу манифестовати, као:
- пецкање или пецкање у пределу гениталија,
- мали пликови на подручју гениталија који се развијају у мале болне црвене чиреве,
- ране које изгледају као осип или испуцала кожа на гениталијама,
- отежано мокрење

Ране се могу појавити на деловима коже који су у контакту са партнером током секса: пенис код мушкараца и лабије, клиторис и вулва код жена. Могу се јавити и ране у пределу анусу или на задњици и унутрашњој страни бутина.
Прва епизода инфекције такође може имати симптоме сличне грипу као што су:
- грозница,
- главобоља,
- отечене жлезде

Након прве епизоде, вирус остаје у стању мировања (спава) у  телу заражене особе до краја живота, што значи да може довести до понављајућих епизода (избијања) раница и пликова. Понављајуће епизоде су обично блаже, краће и ређе током времена. Већа је вероватноћа да ће се појавити када је имуни систем ослаб, због болести, умора или стреса.

## Дијагноза
Клиничка евалуација, поред анамнезе, историје болести и физичког прегледа понекад се потврђује лабораторијским тестовима: преглед цереброспинална течност (ЦСФ) полимеразна ланчана реакција (ПЦР) и МРИ за откривање ХСВ енцефалитиса.
Дијагноза ХСВ инфекције је обично клиничка и заснива се на налазу карактеристичних лезија.
Лабораторијска потврда може бити од помоћи, посебно ако је инфекција тешка (пацијент је имунокомпромитован или је у трудноћи), или ако су лезије атипичне. Површинско стругање базе свеже руптуриране везикуле обојене одређеним бојама  често открива вишенуклеарне џиновске ћелије у инфекцији вирусом ХСВ или варичела-зостер вирусом.
Дефинитивна дијагноза захтева културу, сероконверзију са одговарајућим серотиповима (код примарних инфекција), ПЦР и детекцију антигена. Течност и материјал за културу треба да се узимају из базе недавно пренете жучне кесе или чира. ХСВ се понекад може идентификовати директном имунофлуоресценцијом материјала саструганог са лезија. 
ПЦР и МРИ цереброспиналне течности могу се наручити да би се потврдио ХСВ енцефалитис.
ХСВ се мора разликовати од херпес зостер, који се ретко понавља, и обично изазива јачи бол и веће групе лезија распоређених дуж дерматома и обично не прелазе средњу линију.
Групе везикула или чирева на еритематозној бази су необичне код гениталних улкуса узрокованих вирусима који нису ХСВ.
Ако се херпес инфекција често понавља, не повлачи или не реагује на антивирусне лекове како се очекивало, треба посумњати на имунодефицијенцију или може бити последица ХИВ инфекције.

## Терапија
За једном заражену особу нема лека. Антивирусни лекови, као што су ацикловир, валацикловир, могу спречити избијање или скратити избијање болести ако се појаве.  Дуготрајна употреба антивирусних лекова такође може смањити ризик од даљег ширења.  Што дуже особа има вирус, то ће доживети блаже симптоме и теже ће болест пренети на друге, због специјалних антигена и ојачаног одговора имуног система.
Ацикловир је антивирусни лек који смањује бол и број лезија у почетном случају гениталног херпеса. Штавише, смањује учесталост и тежину поновљених инфекција. Долази у капсулама, таблетама, суспензији, инјекцијама, праху за инјекције и масти. Маст се користи локално и смањује бол, скраћује време зарастања и ограничава ширење инфекције.  Код људи који имају прву епизоду гениталног херпеса, орални ацикловир може смањити трајање симптома и лезија, али ризик од нежељених ефеката није сигуран. Такође може постојати мала или никаква разлика између локалног ацикловира и плацеба у смислу трајања симптома и лезија и ризика од нежељених ефеката.
Валацикловир је пролек који се једном у телу претвара у ацикловир. Помаже у ублажавању болова и нелагодности и убрзава зарастање чирева. Долази само у капсулама и његова предност је у томе што има дуже дејство од ацикловира.  Пример употребе је орално два пута дневно током десет дана за примарну лезију и два пута дневно током три дана за понављајућу епизоду.
Фамцикловир је још један антивирусни лек који припада истој класи. Фамцикловир је пролек који се у телу претвара у пенцикловир. Последњи је активан против вируса. Има дуже дејство од ацикловира и долази само у таблетама.

### Терапија гениталног херпеса у трудноћи
Према подацима из литературе за лечење гениталног херпеса код трудница  требало би имати на уму следеће:
- Орално уношење ацикловира (зовиракса) се може прописати трудници у случају првог напада херпеса, као и у случају опасних каснијих напада херпеса
- Ацикловир орално се може преписати трудници било када током трудноће, укључујући први триместар.
- Ацикловир се може дати и интравенозно (ИВ) трудницама код којих постоји озбиљнија инфекција
- Ацикловир може смањити фреквенцију понављања напада код трудница којима је порођај близу и на тај начин смањити могућност примене царског реза за време порођаја.
- Ако су пликови херпеса присутни у време порођаја, обично се ради царски рез. Царски рез се може препоручити и женама које имају симптоме мравињања или бола, које сугеришу долазећи напад.
- Ацикловир (Зовиракс) који се узима последње 4 недеље трудноће, може смањити потребу за извођењем царског реза, смањивањем ризика од повратног напада херпеса у време порођаја.

## Превенција
Особа која има генитални херпес, вероватно ће бити у мањем ризику да ће  заразити партнера ако користите антивирусне лекове за превенцију. Лекови који се користе у ове сврхе укључују ацикловир, фамцикловир и валацикловир. Међутим, ови лекови се морају користити сваки дан током дужег временског периода.
Једна студија је показала да у периоду од осам месеци,
- 4 од 100 људи се заразило када је партнер са вирусом узео плацебо, и
- 2 од 100 људи су се заразили када је партнер са вирусом свакодневно узимао антивирусне лекове.

Овим паровима је такође саветовано да користе и кондоме – али многи их нису користили доследно. Дакле, није јасно да ли узимање антивирусних лекова може још више да смањи ризик од инфекције ако ионако увек користите кондоме, или је употреба кондома подједнако ефикасна сама по себи.
Да ли ће да користите превентивне лекове или не, то је на крају одлука појединца. Многи фактори могу играти улогу, као што су:
- колико дуго један од партнера има  инфекцију,
- колико су честе и тешке инфекције,
- да ли је оболела особа мушкарац или жена,
- учесталост сексуалних контакта
- да ли се користе кондоми.

## Компликације
Генитални херпес може изазвати болне чиреве на гениталним органима који могу бити тешки и упорни код особа са ослабљеним имунолошким системом, као што су особе заражене ХИВ-ом.
И ХСВ-1 и ХСВ-2 такође могу изазвати ретке, али озбиљне компликације као што је асептични менингитис (упала слузнице мозга).   Развој екстрагениталних лезија (нпр. задњица, препоне, бутине, прст или око) може се јавити током инфекције.
Постоје и потенцијалне компликације за трудницу  са гениталним херпесом и њено новорођено дете. 

## Стигма
Историја стигме гениталног херпеса датира само 30 година уназад. Пре тога, ово стање, које су први уочили стари Грци, било је добро познато лекарима - али није било подвргнуто терору који данас влада, а реч херпес једва да је била регистрована у јавности. Када се свет променио и када је схваћен значај гениталног херпеса стратегија борбе против ове пошасти спектакуларно је постала успешна. Чланци су почели да се појављују у новинама. У САД је херпес два пута постао насловна прича часописа Тајмс . У свим написима било шта негативно у вези са овим стањем је истакнуто како би се изазвала забринутост јавности. Реч неизлечиво  је употребљена да би се гениталне херпес озбиљно схватио. Описани су ретки случајеви инфекције фетуса, како би се указало на то дагенитални херпес представља претњу за сваку заражену трудницу.
Родила се стигма гениталног херпеса. Генитални херпес је данас прихваћен као једно од најстигматизованијих здравствених стања. Анкета компаније Harris Interactive poll у САД из 2007. године показала је да је 39% пацијената узнемирено друштвеном стигмом, а 38% је измишљало изговоре да избегне секс током заразе, уместо да каже партнеру. Само је ХИВ рангиран више по питању стигме, што је заиста бизаран налаз за вирус који у себи носи најмање три четвртине становништва.
На ширење болести утиче чињеница да код већег броја оболелих може постојати значајна срамота, срамота и стигма у вези са дијагнозом херпеса, што може значајно да омета односе пацијента према овој инфекцији и њеном ширењу.
Клиничари морају да се позабаве овим проблемима охрабрујући пацијенте да га препознају, па иако се херпес не може излечити, то је стање које се може лечити.
Три важна корака које пружаоци услуга могу предузети да би смањили стигму код новодијагностикованих пацијента су: 
- давање информација,
- обезбеђивање ресурса подршке,
- помоћ у дефинисању опција лечења и
- превенција.[20]

Пацијенти се могу саветовати да се ризик од преношења гениталног херпеса може смањити, али не и елиминисати:
- откривањем инфекције сексуалним партнерима,[18]
- избегавањем секса током поновљеног избијања,[18]
- употребом супресивне антивирусне терапије,[18][19]
- доследном употребом кондома.[21]

Пошто дијагноза гениталног херпеса може утицати на перцепцију о постојећим или будућим сексуалним односима, важно је да пацијенти разумеју како да разговарају са сексуалним партнерима о полно преносивим болестима.  